# Palermo (subte de Buenos Aires)
La estación Palermo forma parte de línea D de la red de subterráneos de la Ciudad de Buenos Aires y se encuentra debajo de la Avenida Santa Fe y su intersección con la Avenida Juan B. Justo, en el barrio de Palermo. La estación fue construida por la compañía española CHADOPyF e inaugurada el 23 de febrero de 1940,
Posee una tipología subterránea con un andén central y dos vías, vestíbulo intermedio, acceso mediante escaleras y servicio de Wi-Fi público. Se puede realizar combinación con la estación homónima del Ferrocarril San Martín. La línea combinaría en esta estación con la proyectada línea I.

## Historia
Durante años, fue la estación terminal de la línea hasta la inauguración de la estación Ministro Carranza en forma provisoria en 1987.
En 1997 esta estación fue declarada Monumento Histórico Nacional.
El 7 de abril de 1999 dos formaciones chocaron en la estación dejando un saldo de 18 heridos leves. En 2011, con la ampliación del Puente Pacífico una de sus bocas de acceso originales fue cerrada y desplazada.

## Decoración
La estación Palermo posee en su vestíbulo un mural de 3,6 x 2,2 metros de superficie basado en un boceto de Rafael Cuenca Muñoz de 1934, y realizado por Cattaneo y Compañía en Buenos Aires, y escapa a la temática de motivo nacional de la línea construida por la CHADOPyF, volviendo a las escenas españolas de la anterior inauguración de la misma empresa, la actual línea C. El mural se titula La espera y está ambientado en Almería, España.
En 1997, a pesar de la declaración de Monumento Histórico, la estación fue remodelada por el concesionario Metrovías; el nivel de las boleterías fue completamente modificado, perdiendo su decoración original.
En julio de 2014 se realizaron intervenciones en su andén y vestíbulo, con obras en pintura sintética del artista Milo Lockett.

## Hitos urbanos
Se encuentran en las cercanías de esta:
- Regimiento de Patricios 1 y 2.
  - Museo de los Patricios de Buenos Ayres
- Polo Científico-Tecnológico
  - Ministerio de Ciencia, Tecnología e Innovación Productiva
- Embajadas de Estados Unidos y Venezuela
- Puente Pacífico
- Predio de exposiciones La Rural de la Sociedad Rural Argentina
- Escuela Primaria Común N.º 06 Vicente Fidel López
- Escuela de Educación Especial N.º 26 Dr. Jorge Garber

## Imágenes

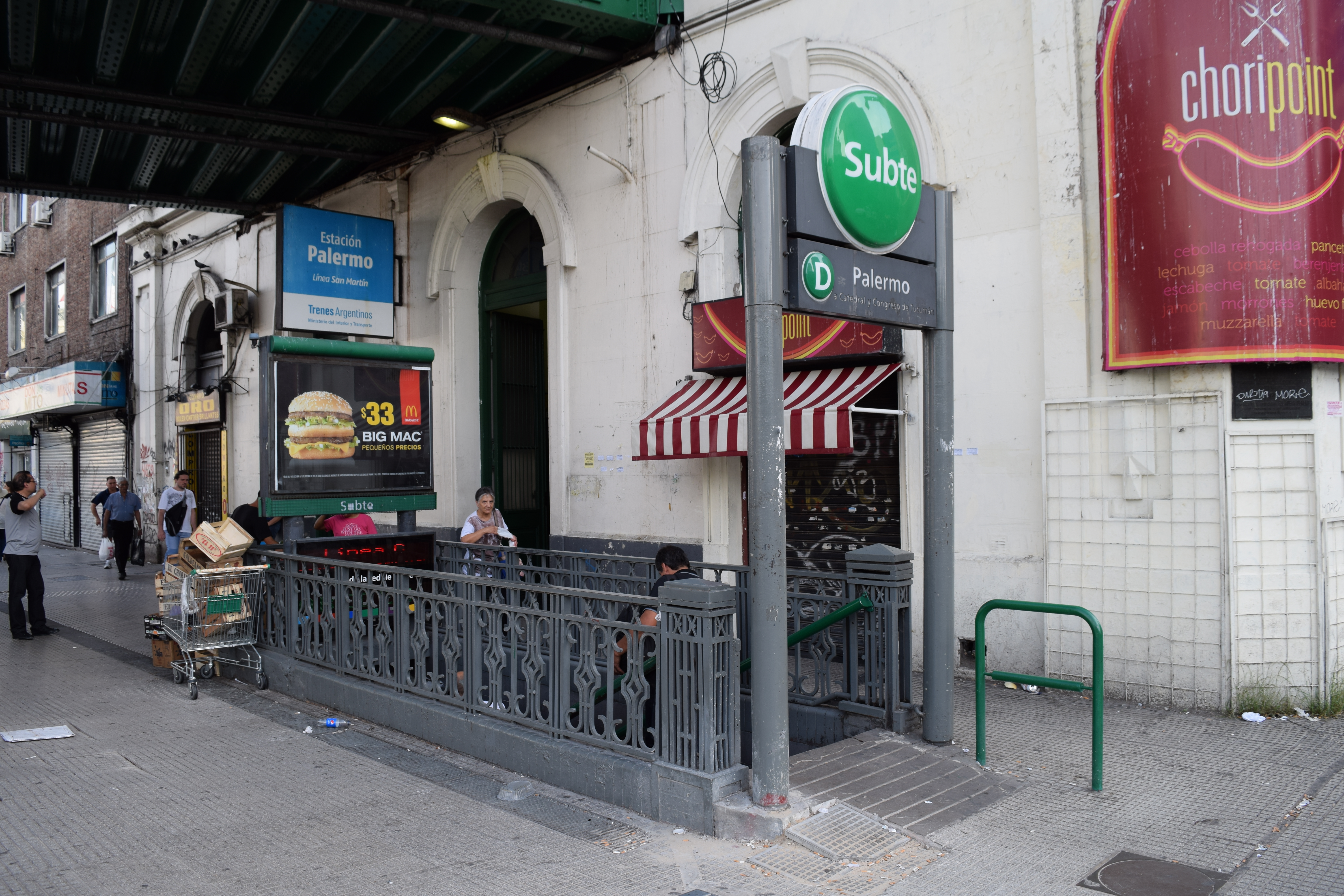
Boca de acceso a la estación.
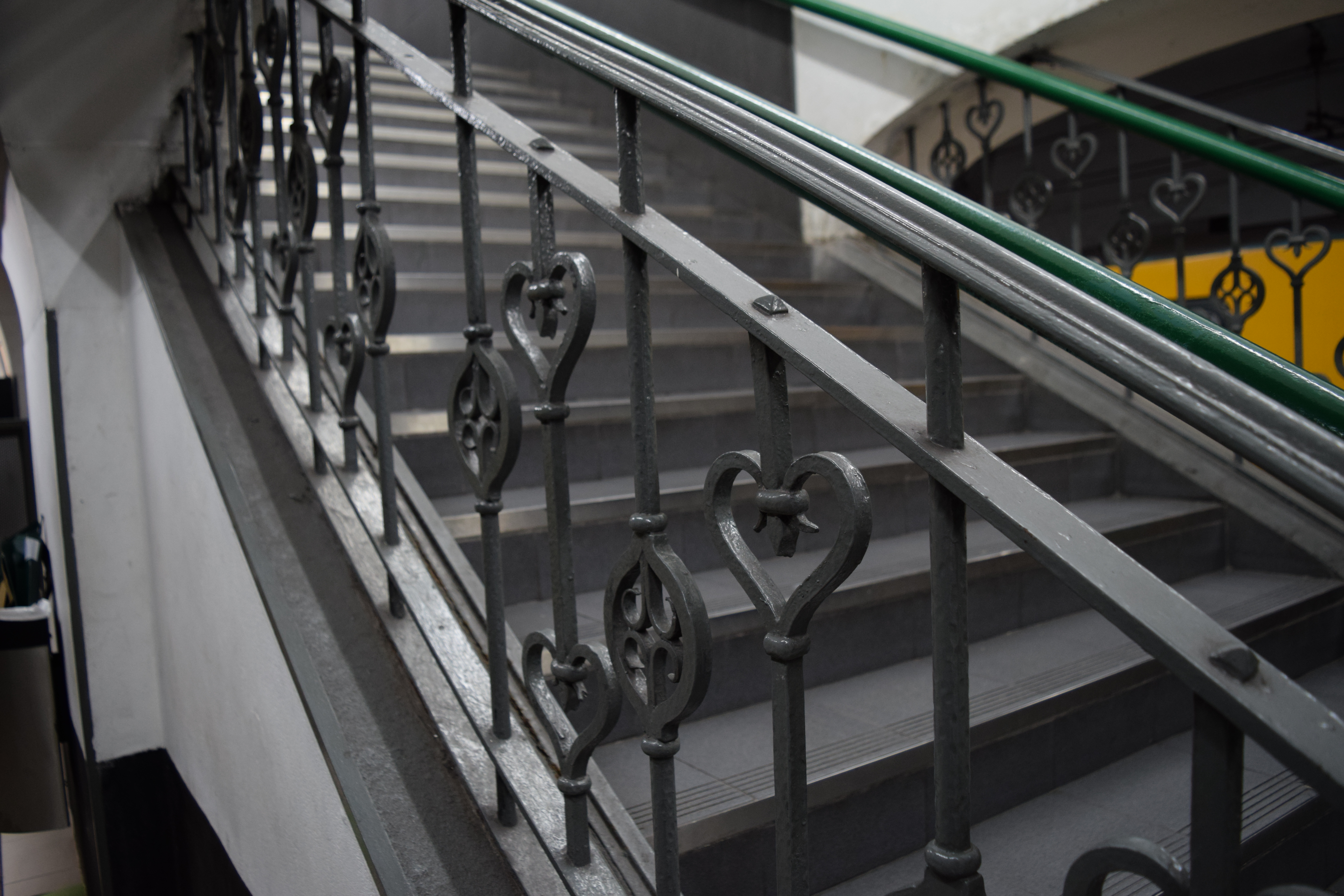
Detalle del forjado de la escalera.
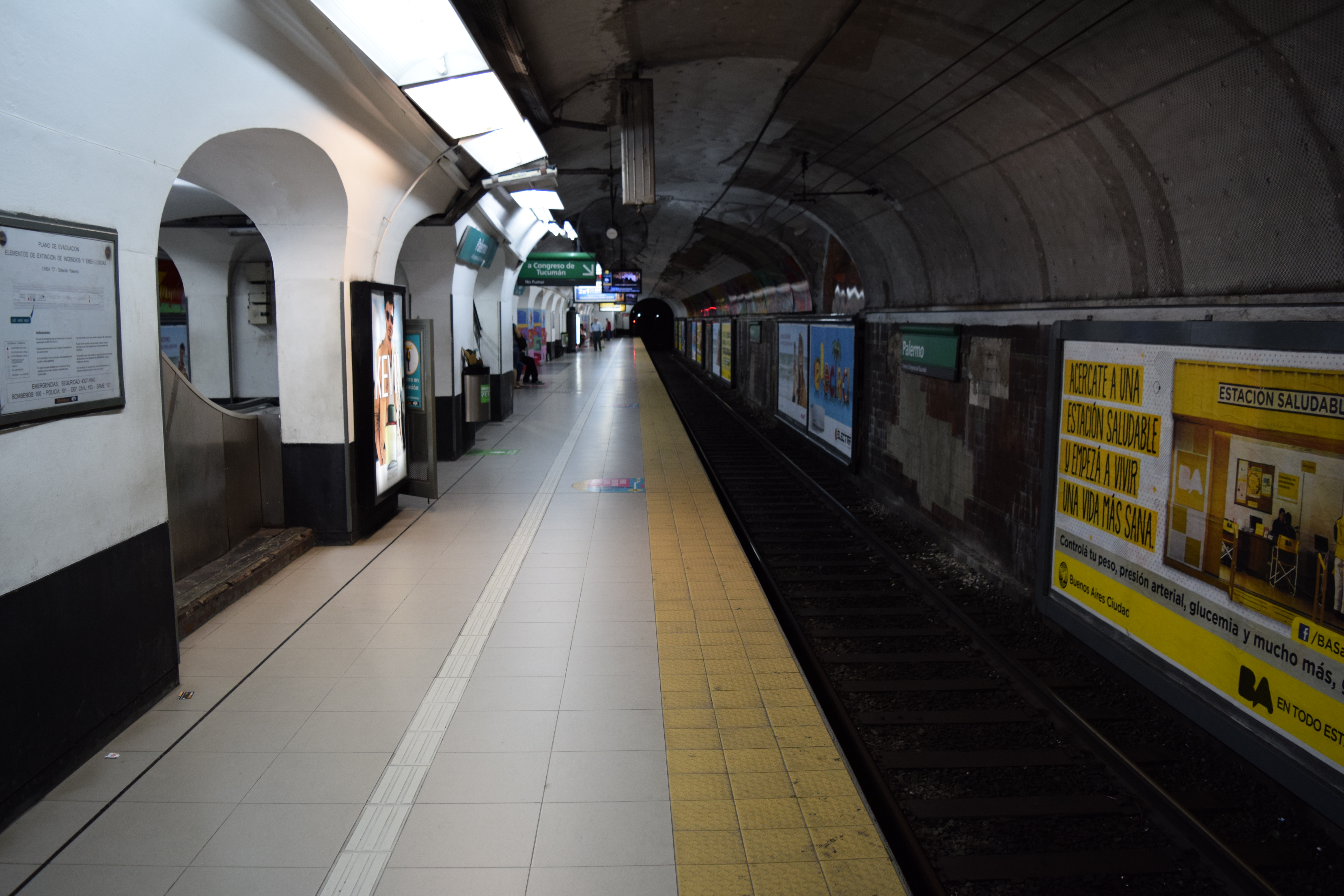
Vista del andén.
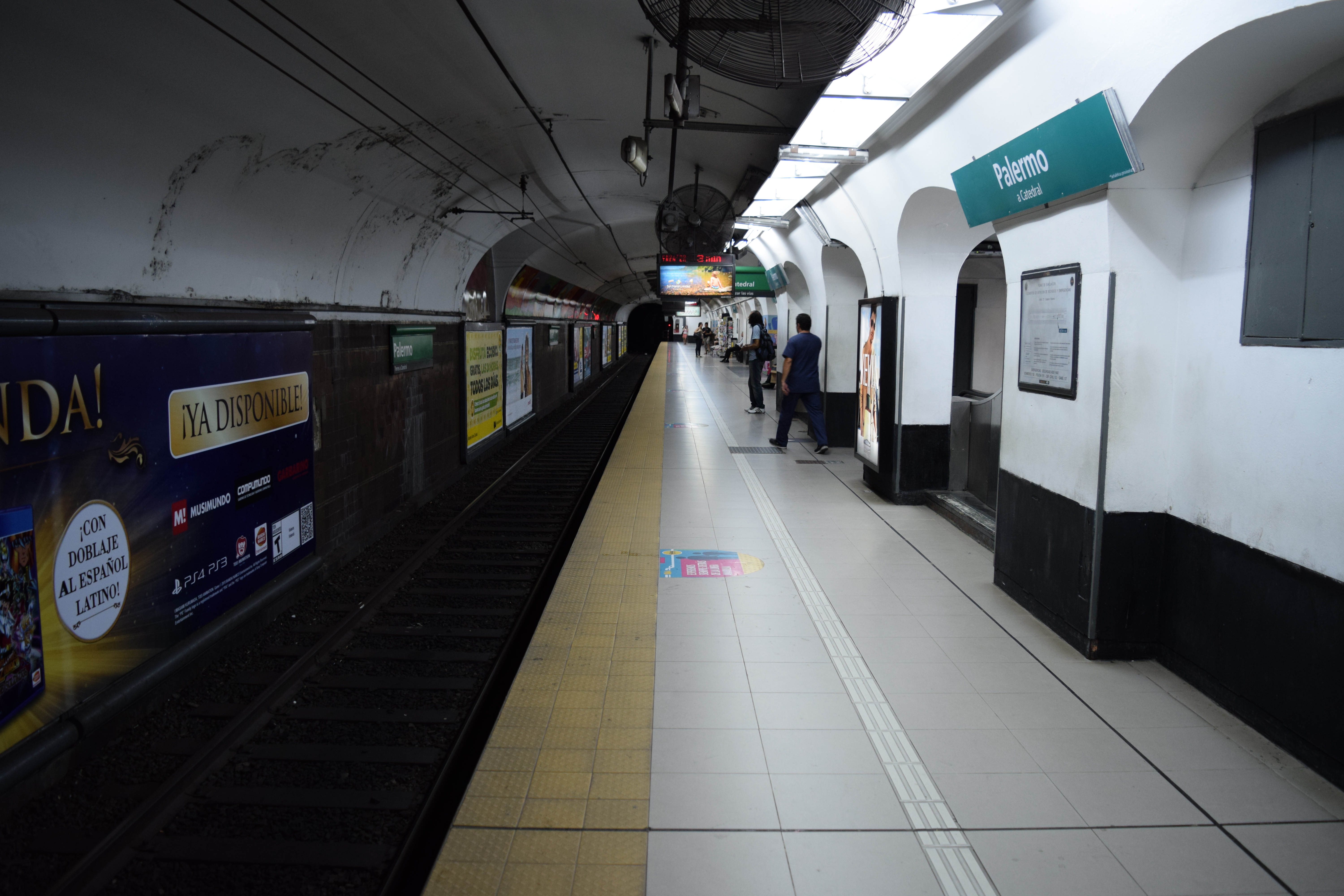
Vista del andén.